# Tapolca-patak
A Tapolca-patak Tapolcán ered, Veszprém vármegyében. A patak forrásától kezdve előbb déli irányban halad Szigligetig, ahol beletorkollik a Balatonba[forrás?].
A Tapolca-patak vízgazdálkodási szempontból a Balaton-közvetlen Vízgyűjtő-tervezési alegység működési területéhez tartozik.
A patak egykor olyan bővizű volt, hogy malmok sokaságát hajtotta, „a partján Tapolcafőtől egészen a Marcalig szinte 200-300 méterenként vízimalmok épültek.” Köztük két papírmalom működéséről is tudunk.

## Part menti települések
- Tapolca
- Raposka
- Hegymagas
- Szigliget